# Roketa
Roketa (Eruca) je rod středně vysokých bylin který je počtem druhů nevelký, ale vyjma Antarktidy roste ve všech světadílech. V České republice se vyskytujre jediný druh, roketa setá, není však původní.

## Popis
Jednoleté nebo ozimé rostliny s přímou a rozvětvenou lodyhou která je většinou lysá a jen někdy bývá porostlá jednoduchými chlupy. Listy mají dvojí, přízemní (většinou v růžici) i lodyžní a jsou řapíkaté nebo přisedlé. Přízemné bývají obvykle lyrovitě zpeřené, někdy i dvojitě, řídce i nedělené či zubaté, obdobně jako střídavé lodyžní.
Květy jsou sdruženy do hroznovitých květenství která se s dozráváním plodů prodlužují. Oboupohlavné květy bez listenů mají čtyřčetná okvětí. Někdy vytrvalý kalich má podlouhlé, vzpřímeně rostoucí volné lístky jejichž vnitřní pár je vespod vydutý. Korunní lístky střídající se s kališními jsou žluté nebo krémové s hnědými nebo fialovými žilkami, jsou široce obvejčité, mají nehet dlouhý téměř jako kalich a na koncích občas zářez. V květech je dále šest výrazně rozdílně dlouhých čtyřmocných tyčinek ve dvou kruzích a okolo čtyři nektaria. Gyneceum je složeno ze dvou plodolistů, ve dvoudílném přisedlém semeníku bývá až po 50 vajíčkách v oddílu.
Na tlustých vzpřímených stopkách vyrůstají dvoudílné válcovité nebo elipsoidní, případně čtyřhranné, snadno pukající šešule obsahující ve dvou řadách uspořádána tmavá semena s malým nebo žádným endospermem.

## Využití
Všechny rostliny tohoto odolného a na půdu nebo vláhu nenáročného rodu obsahují v pletivu palčivé hořčičné látky ale i hodně vitamínu C a lidskému tělu prospěšné alkaloidy; některé se v minulosti používaly v lidovém léčitelství. Mladé rostliny některých druhů, např. rokety seté, se oblastně používají v gastronomii. Zralá semena obsahují hodně oleje který pro velký obsah kyseliny erukové není vhodný pro potravinářství, ale má dobré technické využití v průmyslu.

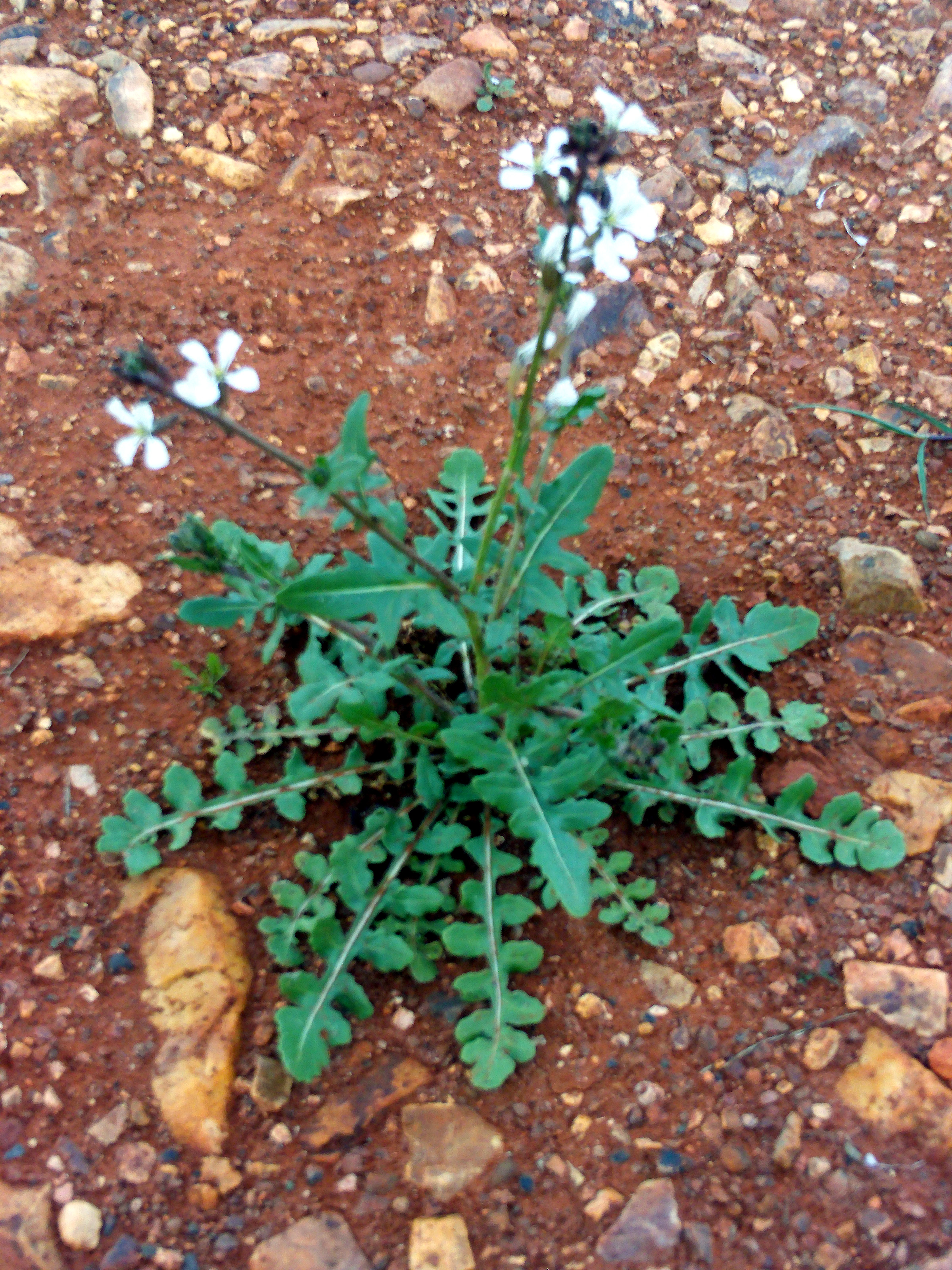
Listová růžice
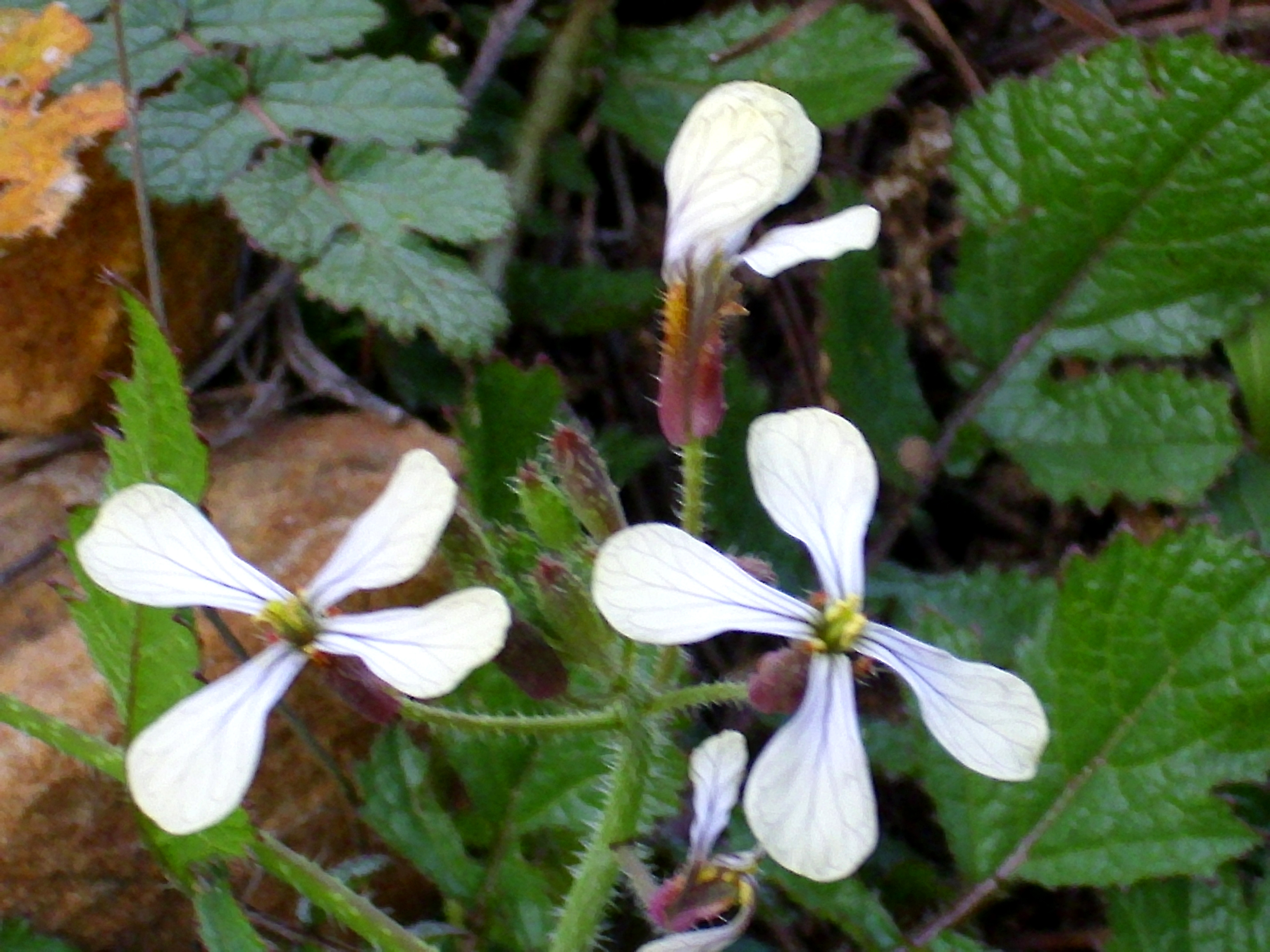
Květy
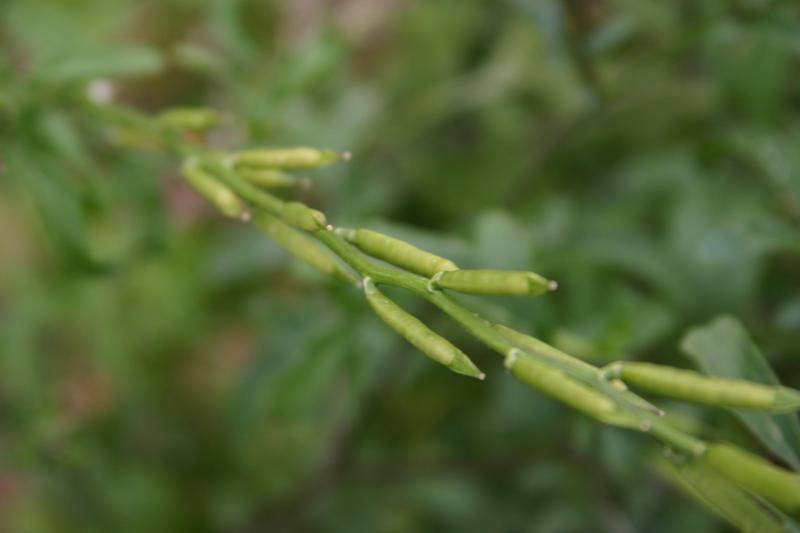
Nezralé šešule